# Dalilmasr
 (septembre 2020).

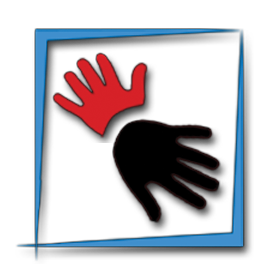
Logo Dalil Masr

Dalilmasr est un répertoire égyptien en ligne, qui fournit des informations sur tout service, produit et / ou outil disponible sur le marché égyptien. Le site Web comprend des informations sur les entreprises, les magasins, les salles d'exposition et les prestataires de services de la région égyptienne.
Dans les cinq langues principales, il dessert plus de deux milliards de personnes.
Le logo représente deux paumes de la main applaudissant de couleur noire et rouge avec un fond blanc (couleurs du drapeau égyptien), les autres triangles bleus aigus droit et gauche signifiant le bien-être du Nil,,.